# Дорр, Лоренс Джозеф
Ло́ренс Джо́зеф («Ла́рри») Дорр (англ. Laurence Joseph Dorr, род. 18 сентября 1953) — американский ботаник, специалист по систематике семейства Мальвовые.

## Биография
Родился 18 сентября 1953 года в Бостоне. В 1971 году поступил в Университет Вашингтона в Сент-Луисе. В 1974 году взял академический отпуск, во время которого прошёл всю Аппалачскую тропу, занимался сбором растений на Аляске и Юконе, после чего продолжил обучение в Сент-Луисе.
В 1976 году с отличием окончил Университет Вашингтона, получив степень бакалавра по наукам о земле и планетарным наукам. Некоторое время работал в Ботаническом саду Миссури. В 1980 году получил степень магистра ботаники в Университете Северной Каролины.
В 1983 году защитил диссертацию доктора философии в Техасском университете под руководством профессора Берил Бринтнолл Симпсон. С 1983 по 1986 год путешествовал по Мадагаскару при поддержке Ботанического сада Миссури. По возвращении в США, с 1987 года Дорр являлся лектором по кафедре биологии Техасского университета.
Несколько лет Дорр работал на Нью-Йоркский ботанический сад, с 1988 по 1991 год путешествовал по северной части Анд.
С 1991 года Лоренс Дорр работает на кафедре ботаники Смитсоновского института в Вашингтоне. Обработал несколько родов для многотомной сводки Flora of North America. В сферу научных интересов Дорра входят систематика и эволюция мальвовых, систематика вересковых, а также история ботанический исследований Мадагаскара.
С 1984 года Дорр женат на Лисе Барнетт (род. 1959), также докторе философии по биологии, сотруднике кафедры ботаники Смитсоновского института.

## Некоторые публикации
- Dorr, L. J. Plant collectors in Madagascar and the Comoro Islands. A biographical and bibliographic guide to individuals and groups who have collected herbarium material of algae, bryophytes, fungi, lichens and vascular plants in Madagascar and the Comoro Islands Royal Botanic Gardens. — 1997. — 524 p.
- Cheek, M., Dorr, L. J. Sterculiaceae // Flora of Tropical East Africa / H. J. Beentje, S. A. Ghazanfar. — London: Royal Botanic Gardens, Kew, 2007. — P. 1—134.
- Dorr, L. J.; Nicolson, D. H. Taxonomic Literature. — Ed. 2. — Königstein, 2008. — Suppl. VII: F—Frer. — 469 p. — ISBN 978-3-906166-65-0.
- Dorr, L. J., Nicolson, D. H. Taxonomic Literature. — Ed. 2. — Königstein, 2009. — Suppl. VIII: Fres—G. — 550 p. — ISBN 978-3-906166-75-9.
- Stauffer, F. W., Stauffer, J., Dorr, L. J. Bonpland and Humboldt specimens, field notes, and herbaria; new insights from a study of the monocotyledons collected in Venezuela // Candollea. — 2012. — Vol. 67(1). — P. 75—130.
- Dorr, L. J., Stergios, B. Four new species of Andean Pilea (Urticaceae), with additional notes on the genus in Venezuela // Phytokeys. — 2014. — Vol. 42. — P. 57—76. — doi:10.3897/phytokeys.42.8455.
- Dorr, L. J. Firmiana // Magnoliophyta: Cucurbitaceae to Droseraceae / Flora of North America Editorial Committee. — 2015. — P. 190—245. — (Flora of North America; v.6).

## Растения, названные именем Л. Дорра
- Ageratina dorrii V.M.Badillo, 2000
- Alloneuron dorrii Wurdack, 1990 — Wurdastom dorrii (Wurdack) B.Walln., 1996
- Critoniopsis dorrii H.Rob., 1993
- Cynanchum dorrii Morillo, 1992 — Metastelma dorrii (Morillo) Liede & Meve, 2001
- Dicliptera dorrii Wassh., 2013
- Pentacalia dorrii H.Rob. & Cuatrec., 1993
- Pleurothallis dorrii Luer, 1997
- Tambourissa dorrii Lorence & Jérémie, 1991